# Ulrike Mohr
Ulrike Mohr (* 1970 in Tuttlingen) ist eine  deutsche Künstlerin.

## Leben
Ulrike Mohr studierte Freie Kunst und Bildhauerei an der Kunsthochschule Berlin-Weißensee und der Academy of Fine Art Trondheim, Norwegen. 2004 schloss sie das Studium als Meisterschülerin bei Inge Mahn und Karin Sander ab. 2005 war sie Stipendiatin des Goldrausch Künstlerinnenprojekts. Sie nahm unter anderem an der 5. Berlin Biennale für Zeitgenössische Kunst und der 6th Nordic Biennial for Contemporary Art in Norwegen teil und hatte Einzelausstellungen im Kunsthaus Dresden (2021), dem Kunstverein Arnsberg (2012 und 2017) oder dem Heidelberger Kunstverein (2013).
Sie erhielt das Recherchestipdendium (2021) des Berliner Senats, sowie das Arbeits- (2022) und Katalogstipendium (2009) der Stiftung Kunstfonds Bonn und war als Artist in Residence bei CCA Andratx auf Mallorca, hatte das Kulturaustauschstipendium des Landes Berlin für Istanbul (2007) und war Gast der Stiftung Künstlerdorf Schöppingen (2010). Sie unterrichtet in der Grundlehre an der Universität der Künste Berlin und hatte Lehraufträge an der Burg Giebichenstein Kunsthochschule Halle, sowie an der Kunsthochschule Berlin-Weißensee.

## Werk

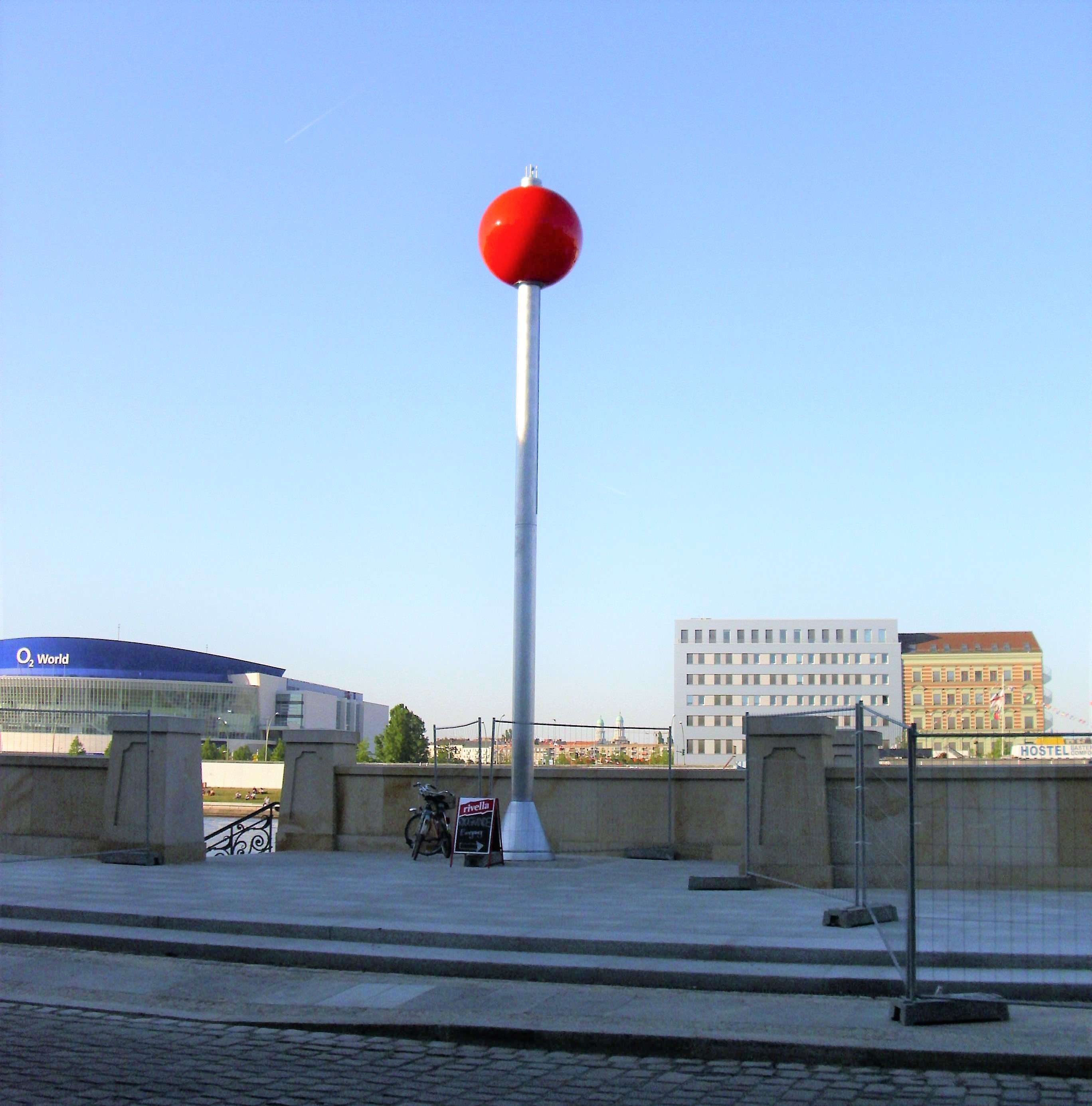
Skulptur „Signalkugel“ (2008) von Ulrike Mohr in Berlin-Kreuzberg

Ulrike Mohr realisierte zahlreiche Arbeiten im öffentlichen Raum, darunter die Signalkugel am May-Ayim-Ufer an der Spree in Berlin und die Chiralität/Händigkeit für das Max-Delbrück-Centrum, Berlin. Im Rahmen der Berlin Biennale 2008 pflanzte sie eine Gruppe wild gewachsener Bäume vom Dach des, sich im Abriss befindlichen, Palasts der Republik auf innerstädtisches Brachland um. Seit einem Studien- und Arbeitsaufenthalt in den USA im Jahr 2012 arbeitet die Künstlerin vermehrt mit Holzkohle, die sie selbst köhlert.

## Auszeichnungen
- 2023: Stiftung Kunstfonds, NEUSTARTplus-Stipendium
- 2021: Senatsverwaltung für Kultur und Europa, Berlin, Recherchestipendium Bildende Kunst[12]
- 2020: Mentoring-Programm für hochqualifizierte Künstler*innen und Wissenschaftler*innen, Universität der Künste Berlin
- 2020: Stiftung Kunstfonds, NEUSTART KULTUR-Stipendium
- 2019: KWW – Kunst-Wissenschaft-Wirtschaft Stipendium, Künstlerdorf Schöppingen (wegen Corona abgesagt)
- 2016: Stiftung Kunstfonds, Projektförderung
- 2016: Goethe-Institut Dänemark, Projektförderung, Kunsthal 44 (DK)
- 2016: Kunst am Bau Wettbewerb und Realisierung, Landes-Kita Berlin-Gatow, „Cyanometer“[13]
- 2015: Frans Masereel Centrum, Projektförderung, Kasterlee, Belgien (BE)
- 2015: Kunst am Bau Wettbewerb und Realisierung, Max-Delbrück Centrum Berlin, „Chiralität / Händigkeit“[8]
- 2013: Stiftung Kunstfonds, Katalogförderung
- 2011: Preis Kunst am Bau Wettbewerb und Realisierung, Doppelkaianlage May-Ayim-Ufer Berlin, „Signalkugel“
- 2009: Stiftung Kunstfonds, Arbeitsstipendium[14]
- 2005: Goldrausch Künstlerinnenprojekt, Berlin
- 2005: Elsa-Neumann-Stipendium des Landes Berlin (NaFöG)

## Einzelausstellungen
- 2023: Widerschein, Circus Eins – Kunstverein Rügen, (mit Ingar Krauss)[15]
- 2021: Universum und Gnadengarten, Kunsthaus Dresden, Städtische Galerie für Gegenwartskunst, Flora I, Dresden[2]
- 2020: C6 – The Things We Are Made Of, Wäinö Aaltonen Museum of Art (WAM), Turku (FI)
- 2019: The Nature of Things, Second Shift Studio Space Saint Paul, Saint Paul/ Minneapolis (US)
- 2018: Dialogfelder, Kunst und Performance im öffentlichen Raum, Chemnitz
- 2017: Balancing Act, Kunstverein Arnsberg / Lichthaus, Arnsberg
- 2013: With your Hands Black, Heidelberger Kunstverein[5]
- 2012: Betula Pendula, Kunstverein Arnsberg
- 2012: Gesellschaft für Zeitgenössische Konzepte, “Touching Cold”, ortsspezifische Intervention, Schleswig-Holstein
- 2010: Wälderwärts, Junge Kunst Wolfsburg, Wolfsburg
- 2009: Kreis Vermessung, Kunsthaus Kloster Gravenhorst, Münsterland
- 2008 Projektraum Cluster, “In Form eines langen Streifens”, Berlin
- 2007: Definitionen, Kunstverein Hildesheim
- 2006: Aktion Restgrün, Palast der Republik, Berlin
- 2005: Leuchtfeuer, Künstlerhaus Bethanien, Berlin
- 2003: 750 Kiefern in militärischer Anordnung, Konversionsgelände Wünsdorf